# ATORON Creative Entertainment
ATORON Creative Entertainment（アトロンクリエイティブエンターテインメント）は、友寄司とエノビ☆ケイコによって沖縄で結成された、日本のアートユニットである。
イラストレーションを軸に、キャラクターデザイン、アニメーション、テレビ番組やCM、広告、ロゴデザイン、アートディレクション、映像コンテンツ、壁画、小学校のサイン計画などのビジュアル制作を手掛けている。

## プロフィール
1997年12月、浦添市美術館にて発表した1st作品展「トゥーナー」をきっかけにアートユニット自由創作表現者（じゆうそうさくひょうげんしゃ）を結成。意欲的かつ独創的な数々の作品展を発表する。
2000年、自ら空間をデザインし内装工事した、アトリエ＆サロン空間 アトロンをコザ（沖縄市）に設立。
2010年、ATORON Creative Entertainmentに社名を改める。
NHK「デジタル・スタジアム」田中秀幸選・ベストセレクション受賞

## 主なデザイン活動

### ポスター
- TOWER RECORDS Japan Reggae Festa 04'・ 05'
- PEACEFUL LOVE ROCK FESTIVAL 01'・04'・13'

### テレビCM
- 「デパートRYUBO」
- 「三和交通」
- 車売るなら「ラビット」(沖縄版)

### テレビ番組
- 関西テレビ・フジテレビ「SMAP×SMAP」アニメーションブリッジ
- MTV JAPAN「COUNTDOWN & NEWYEAR」「NEWYEAR ARTIST-ID」
- RBCおきなわのホームソング「ニーブイカーブイ」「こっころこっころ」「みんな大きな◯（まる）」

### ラジオ番組
- ウムサンデーDX（2004年 - 2005年、FMたまん）
- コザっぴDoo!! Radio（2013年 -　FMコザ）

### アプリ
- 街歩きスマホアプリ[DEEP JAPAN 沖縄]「コザっぴDO!」　監督・アニメーション制作　プロデュサー：長江努（DIRECTIONS）[1] [2]

### CDジャケット
- ORANGE RANGE 1st album「オレンジボール」

### 壁画
- 沖縄市立美里小学校・サイン計画

　校舎新増改築工事に伴い、小学校のサイン計画を手掛ける。イラストを壁一面に描くというクリエイティブな表現でインパクトのある壁画作品を制作。サイン壁面は計20箇所に及ぶ。----参照
- コザ・ミュージックタウン「音市場」アート看板
- パルミラ通り・巨大壁画（コザ）

### パンフレット
- カンヌ国際映画祭2012・公式ガイドブック掲載、公益財団法人沖縄県産業振興公社・広告ページ制作
- アルゼンチン映画「BOMBON」絵本パンフレット

### GOODS
- ポストカード、凸凹ノート、ATORONフローティングペン、アトロン坊やピンズ、テイシャツ、my10thBAGなど、オリジナルグッズの制作販売。[5]